# Ídolo de Iguape

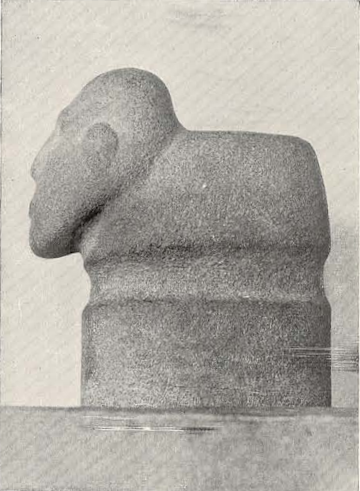
A estatueta, conforme localizada em 1906, próximo cerca de um quilômetro do sambaqui do Morro Grande.

Ídolo de Iguape é uma estatueta de forma antropomorfa pré-colombiana encontrada em Iguape no ano de 1906.
Em 1906, o pesquisador teuto-brasileiro Ricardo Krone (1862-1917), localizou uma estatueta antropomorfa (representação estilizada da figura humana), esculpida em pedra gnaisse. A peça mede 9 cm de altura, 8 cm de comprimento por 3,2 cm de largura. A descoberta ocorreu durante uma de suas pesquisas no sambaqui do Morro Grande, localizado entre o Rio das Pedras e o Rio Comprido, na Estação Ecológica da Juréia-Itatins. Esta ficou conhecida nos meios científicos como Ídolo de Iguape. Sua idade, calculada pelo teste Carbono 14, revelou que possuía mais de 2500 anos. A estatueta original encontra-se no acervo do Museu de Arqueologia e Etnologia da USP, em São Paulo. No Museu Municipal de Iguape encontra-se uma cópia da peça.